# Cempuis
Cempuis är en kommun i departementet Oise i regionen Hauts-de-France i norra Frankrike. Kommunen ligger i kantonen Grandvilliers som tillhör arrondissementet Beauvais. År 2022 hade Cempuis 479 invånare.

## Befolkningsutveckling
Antalet invånare i kommunen Cempuis
| Referens: INSEE |